# Liga Mistrzyń siatkarek (2016/2017) – kwalifikacje
Liga Mistrzyń (2016/2017) – kwalifikacje (oficjalna nazwa: 2017 CEV DenizBank Volleyball Champions League) – 18 drużyn walczy w trzech rundach, aby uzyskać awans do fazy grupowej.

## System rozgrywek
Kwalifikacje Ligi Mistrzyń w sezonie 2016/2017 składa się z trzech rund: kwalifikacji play-off
- Faza kwalifakacyjna play-off: 18 drużyn podzielono w pierwszych trzech rundach toczonych w parach systemu pucharowym. W poszczególnych parach każda drużyna rozgrywała mecz i rewanż. Zwycięzcy awansują do poszczególnych grup. Przegrane drużyny z I rundy są relegowane do 1/32 finału, z II rundy do 1/16 finału oraz z III rundy do 1/8 finału Pucharu CEV.

## Drużyny uczestniczące

### Podział miejsc w rozgrywkach
W sezonie 2016/2017 kwalifikacji Ligi Mistrzyń wzięło udział 18 zespołów z 18 federacji siatkarskich zrzeszonych w CEV. Liczba drużyn uczestniczących w Lidze Mistrzyń ustalona została na podstawie rankingu CEV dla europejskich rozgrywek klubowych.
- Minczanka Mińsk
- ŽOK Bimal-Jedinstvo Brčko
- Marica Płowdiw
- Luka Bar
- VK Prostějov
- Kohila VC
- HPK Hämeenlinna
- RC Cannes
- Haifa VC
- KV Drita Gjilan
- Tauron MKS Dąbrowa Górnicza
- Dinamo Krasnodar
- Vizura Belgrad
- Calcit Lublana
- Eczacıbaşı VitrA Stambuł
- Chimik Jużne
- Linamar Békéscsabai RSE
- Liu Jo Nordmeccanica Modena

## Rozgrywki

### I runda
awans do kolejnej rundy
| Data       | Godz. | Drużyna 1       | Wynik | Drużyna 2      | 1     | 2     | 3     | 4     | 5     | Widzów | * |
| ---------- | ----- | --------------- | ----- | -------------- | ----- | ----- | ----- | ----- | ----- | ------ | - |
| 18.10.2016 | 19:00 | KV Drita Gjilan | 0:3   | Marica Płowdiw | 13:25 | 11:25 | 15:25 |       |       | 1500   |   |
| 22.10.2016 | 18:00 | KV Drita Gjilan | 0:3   | Marica Płowdiw | 13:25 | 18:25 | 15:25 |       |       | 1025   |   |
| 18.10.2016 | 18:00 | Kohila VC       | 3:1   | Luka Bar       | 25:15 | 22:25 | 25:13 | 25:21 |       | 200    |   |
| 22.10.2016 | 17:00 | Kohila VC       | 3:2   | Luka Bar       | 18:25 | 25:19 | 18:25 | 25:22 | 15:13 | 400    |   |

### II runda
awans do kolejnej rundy
| Data               | Godz. | Drużyna 1                 | Wynik | Drużyna 2                   | 1     | 2     | 3     | 4     | 5     | Widzów | * |
| ------------------ | ----- | ------------------------- | ----- | --------------------------- | ----- | ----- | ----- | ----- | ----- | ------ | - |
| 01.11.2016         | 20:00 | Minczanka Mińsk           | 3:1   | HPK Hämeenlinna             | 25:15 | 25:18 | 22:25 | 25:19 |       | 1100   |   |
| 05.11.2016         | 18:00 | Minczanka Mińsk           | 0:31  | HPK Hämeenlinna             | 23:25 | 16:25 | 13:25 |       |       | 1357   |   |
| 01.11.2016         | 18:00 | Marica Płowdiw            | 0:3   | Eczacıbaşı VitrA Stambuł    | 13:25 | 13:25 | 19:25 |       |       | 2000   |   |
| 05.11.2016         | 17:00 | Marica Płowdiw            | 0:3   | Eczacıbaşı VitrA Stambuł    | 16:25 | 15:25 | 19:25 |       |       | 800    |   |
| 01.11.2016         | 18:00 | Linamar Békéscsabai RSE   | 0:3   | VK Prostějov                | 21:25 | 18:25 | 23:25 |       |       | 1482   |   |
| 05.11.2016         | 17:00 | Linamar Békéscsabai RSE   | 3:2   | VK Prostějov                | 31:33 | 21:25 | 25:14 | 29:27 | 15:10 | 1100   |   |
| 01.11.2016         | 19:00 | Haifa VC                  | 1:3   | Tauron MKS Dąbrowa Górnicza | 16:25 | 20:25 | 25:19 | 22:25 |       | 850    |   |
| 05.11.2016         | 17:00 | Haifa VC                  | 0:3   | Tauron MKS Dąbrowa Górnicza | 21:25 | 19:25 | 20:25 |       |       | 1200   |   |
| 01.11.2016         | 18:00 | Calcit Lublana            | 0:3   | Liu Jo Nordmeccanica Modena | 19:25 | 21:25 | 22:25 |       |       | 576    |   |
| 05.11.2016         | 20:30 | Calcit Lublana            | 1:3   | Liu Jo Nordmeccanica Modena | 18:25 | 25:23 | 20:25 | 13:25 |       | 1210   |   |
| 01.11.2016         | 19:30 | ŽOK Bimal-Jedinstvo Brčko | 0:3   | RC Cannes                   | 8:25  | 21:25 | 16:25 |       |       | 1200   |   |
| 05.11.2016         | 20:40 | ŽOK Bimal-Jedinstvo Brčko | 1:3   | RC Cannes                   | 12:25 | 25:22 | 14:25 | 18:25 |       | 1050   |   |
| 01.11.2016         | 18:00 | Kohila VC                 | 2:3   | Vizura Belgrad              | 13:25 | 25:16 | 14:25 | 25:17 | 9:15  | 400    |   |
| 05.11.2016         | 18:00 | Kohila VC                 | 0:3   | Vizura Belgrad              | 20:25 | 18:25 | 15:25 |       |       | 1100   |   |
| 01.11.2016         | 17:00 | Chimik Jużne              | 2:3   | Dinamo Krasnodar            | 17:25 | 25:20 | 25:23 | 16:25 | 5:15  | 1400   |   |
| 05.11.2016         | 18:00 | Chimik Jużne              | 2:3   | Dinamo Krasnodar            | 25:12 | 27:29 | 14:25 | 25:23 | 5:15  | 1500   |   |
| 1 złoty set: 15:10 |       |                           |       |                             |       |       |       |       |       |        |   |

### III runda
awans do fazy grupowej
| Data       | Godz. | Drużyna 1                   | Wynik | Drużyna 2                   | 1     | 2     | 3     | 4     | 5    | Widzów | * |
| ---------- | ----- | --------------------------- | ----- | --------------------------- | ----- | ----- | ----- | ----- | ---- | ------ | - |
| 15.11.2016 | 19:00 | Minczanka Mińsk             | 1:3   | Eczacıbaşı VitrA Stambuł    | 22:25 | 25:21 | 11:25 | 19:25 |      | 800    |   |
| 19.11.2016 | 17:00 | Minczanka Mińsk             | 0:3   | Eczacıbaşı VitrA Stambuł    | 14:25 | 26:28 | 19:25 |       |      | 1200   |   |
| 15.11.2016 | 17:30 | VK Prostějov                | 1:3   | Tauron MKS Dąbrowa Górnicza | 25:13 | 19:25 | 19:25 | 17:25 |      | 800    |   |
| 19.11.2016 | 17:00 | VK Prostějov                | 1:3   | Tauron MKS Dąbrowa Górnicza | 19:25 | 25:23 | 19:25 | 24:26 |      | 1300   |   |
| 15.11.2016 | 20:30 | Liu Jo Nordmeccanica Modena | 3:0   | RC Cannes                   | 25:19 | 25:23 | 25:16 |       |      | 600    |   |
| 19.11.2016 | 20:40 | Liu Jo Nordmeccanica Modena | 3:1   | RC Cannes                   | 26:24 | 28:26 | 23:25 | 25:9  |      | 1260   |   |
| 15.11.2016 | 17:30 | Vizura Belgrad              | 3:2   | Dinamo Krasnodar            | 23:25 | 25:21 | 19:25 | 25:19 | 15:7 | 738    |   |
| 19.11.2016 | 17:00 | Vizura Belgrad              | 0:3   | Dinamo Krasnodar            | 18:25 | 23:25 | 23:25 |       |      | 1146   |   |

## Drużyny zakwalifikowane
| Grupa A                     | Grupa B          | Grupa C                     | Grupa D                  |
| --------------------------- | ---------------- | --------------------------- | ------------------------ |
| Liu Jo Nordmeccanica Modena | Dinamo Krasnodar | Tauron MKS Dąbrowa Górnicza | Eczacıbaşı VitrA Stambuł |